# Municipio Tzimol
Koordinaten: 16° 10′ N, 92° 15′ W
Tzimol ist ein  Municipio im Zentrum des mexikanischen Bundesstaats Chiapas. Es hat etwa 14.000 Einwohner und ist 359,4 km² groß. Verwaltungszentrum ist das gleichnamige Tzimol.
Der Name Tzimol kommt aus dem Nahuatl und bedeutet „Alter Hund“.

## Geographie
Das Municipio Tzimol liegt südöstlich des Zentrums des mexikanischen Bundesstaats Chiapas auf Höhen zwischen 400 m und 1900 m. Es zählt zur Gänze zur physiographischen Provinz der Sierra Madre de Chiapas und liegt vollständig in der hydrologischen Region Grijalva-Usumacinta. Die Geologie des Municipios wird zu 80 % von Kalkstein bestimmt bei 13 % Alluvionen und 7 % Travertin; vorherrschende Bodentypen sind der Leptosol (86 %) und Vertisol (13 %). Etwa 53 % der Gemeindefläche werden ackerbaulich genutzt, 34 % sind bewaldet, 11 % dienen als Weideland.
Das Municipio Tzimol grenzt an die Gemeinden Comitán de Domínguez, La Trinitaria und Socoltenango.

## Bevölkerung
Beim Zensus 2010 wurden im Municipio 14.009 Menschen in 3.633 Wohneinheiten gezählt. Davon wurden 195 Personen als Sprecher einer indigenen Sprache registriert, darunter 115 Sprecher des Tzotzil. Knapp 25 Prozent der Bevölkerung waren Analphabeten. 5.188 Einwohner wurden als Erwerbspersonen registriert, wovon knapp 82 % Männer bzw. gut 1,5 % arbeitslos waren. 34 % der Bevölkerung lebten in extremer Armut.

## Orte
Das Municipio Tzimol umfasst 78 bewohnte localidades, von denen der Hauptort sowie San Vicente la Mesilla vom INEGI als urban klassifiziert sind. Vier Orte wiesen beim Zensus 2010 eine Einwohnerzahl von über 1000 auf, 62 Orte hatten weniger als 100 Einwohner. Die größten Orte sind:
| Ort                              | Einwohner |
| Tzimol                           | 5112      |
| San Vicente la Mesilla           | 2604      |
| Ochusjob                         | 1173      |
| Héroes de Chapultepec (El Limón) | 1015      |
| Francisco Villa                  | 0527      |